# مری گریفیث
مری گریفیث (به انگلیسی: Mary Griffith) (۱۳ اکتبر ۱۹۳۴ –۷ فوریه ۲۰۲۰) یک فعال آمریکایی حقوق دگرباشان جنسی بود که قبل از حمایت از حقوق دگرباشان جنسی، به علت اعتقادات مذهبی و عدم پذیرش گرایش جنسی فرزندش، بابی، باعث خودکشی پسرش شد مری گریفیث پس از خودکشی پسرش به یک فعال حقوق دگرباشان جنسی تبدیل شد.

## بابی گریفیث
رابرت 'بابی' وارن گریفیث (۱۹۶۳–۱۹۸۳) پسر مری گریفیث بود. بابی در سن ۲۰ سالگی زمانی که خود را از روی پل در پورتلند، اورگن به پایین پرتاب کرد، جان باخت. بابی در دفتر خاطراتش نوشته بود: «هرگز نمی‌توانم اجازه دهم کسی بفهمد که من رک نیستم. این خیلی تحقیرکننده است. دوستانم از من متنفر خواهند شد. حتی ممکن است بخواهند من را کتک بزنند. و خانواده‌ام؟ من آنها را شنیده‌ام، آنها گفته‌اند که از همجنسگراها متنفرند و حتی خدا هم از همجنسگراها متنفر است. همجنسگراها بد هستند و خدا پسران بد را به جهنم می‌فرستد.»
مادر بابی بعد از آشکارسازی پسرش، او را برای مشاوره به کلیسای پروتستان والنات کریک، کالیفرنیا فرستاد و آیات کتاب مقدس را در اطراف خانه قرار داد تا از «گناه» دست بردارد. پسرش با مصرف بیش از حد آسپرین اقدام به خودکشی کرد و دو ماه قبل از فارغ‌التحصیلی از دبیرستان لاس لوماس ترک تحصیل کرد. در سال ۱۹۸۳ بابی با دوست پسرش به پورتلند نقل مکان کرد. پس از آنکه بابی به نزد مادرش در والنات کریک بازگشت، مادرش او را «شکست‌خورده» توصیف کرد، بابی دوباره به پورتلند بازگشت و خود را از روی گذرگاه پرتاب کرد و در اثر تماس بدنش با بزرگراه و یک کامیون ۱۸ چرخ جان باخت.

## فعالیت اجتماعی
مری گریفیث پس از خودکشی بابی، در اعتقاداتش تجدید نظر کرد و دیگر باور نداشت که همجنس‌گرایان به جهنم خواهند رفت. گریفیث وارد سازمان پی‌فلگ شد و در نهایت رئیس بخش سانفرانسیسکو شد. گریفیث همچنین از هفته آزادی همجنسگرایان و افزایش حمایت از دانش‌آموزان همجنسگرا در مدارس دولتی حمایت کرد.
در ۶ دسامبر ۱۹۹۵، او در مقابل کنگره ایالات متحده سخنرانی کرد و از دولت فدرال خواست تا هزینه آموزش ال‌جی‌بی‌تی در مدارس را تأمین کند. مری گریفیث در توصیف اعتقادات مذهبی خود در سال ۲۰۰۹ گفت: «تنها خواندن کتاب مقدس و دیدن افسانه‌هایی که به آن اعتقاد داشتم، تحقیرآمیز است.»
در سال ۲۰۱۹، گریفیث مقاله‌ای برای مجله ادوکیت نوشت و از استفاده از تبدیل‌درمانی به شدت انتقاد کرد و از محافظه‌کاران مذهبی خواست که از موضع افراطی خود در مورد همجنس‌گرایی تجدید نظر کنند.

## نیایش‌ها برای بابی
داستان گریفیث در کتابی با عنوان «نیایش‌ها برای بابی» توسط لروی اف. آرون اقتباس شد و توسط هارپر کالینز در سال ۱۹۹۵ منتشر شد.
در سال ۲۰۰۹ فیلمی با عنوان نیایش‌ها برای بابی ساخته شد. گریفیث توسط سیگورنی ویور و بابی توسط رایان کلی بازی شد. گریفیث در واکنش به این فیلم خاطرنشان کرد که «فیلم به آنچه اتفاق افتاده بسیار نزدیک است.»